# NGC 5601
NGC 5601 (другие обозначения — MCG 7-30-6, ZWG 220.9, NPM1G +40.0352, PGC 51370) — галактика в созвездии Волопас.
Этот объект входит в число перечисленных в оригинальной редакции «Нового общего каталога».